# Trincheiras de Melgaço
As Trincheiras de Melgaço são estrututras construídas em Barão de Melgaço, Mato Grosso. Inicialmente uma simples construção de pedras, tornou-se um centro da defesa brasileira durante a Guerra do Paraguai. Após a invasão de Corumbá em 1865, Cuiabá entrou em estado de alerta com a possível escalada das hostilidades em solo brasileiro. Assim as autoridades locais decidiram construir fortificações em algum ponto ao largo do rio Cuiabá. A localidade escolhida estava na vila de Melgaço e o encarregado da operação foi o almirante Augusto Leverger. Foram levados armamentos para os soldados e seis peças de artilharia de seis calibres cada uma. Os soldados fizeram trincheiras de pedras e estenderam uma grossa corrente de lado a lado do rio, para conter os navios inimigos. Esta operação durou uma semana, não sendo necessária a intervenção militar, pois a flotilha paraguaia subiu o em direção da capital mato-grossense. As trincheiras de Melgaço permaneceram intactas por décadas, mas sofreram com a ação do tempo. Foram tombadas como Patrimônio Histórico em 9 de julho de 2009.